# قزل‌کرپی
قزل کورپی مکانی است در نزدیکی شهر زنوز.

قزل کورپی در کنار آبشار باغ امینی، خیابان هفت چشمه را به یکی از نقاط هدف برای توریستها تبدیل کرده‌است. از لحاظ طول و عرض جغرافیای قزل کرپی در در ۴۵ درجه و ۵۰ دقیقه و ۳۶ ثانیه طول شرقی از نصف النهار گرینویچ و ۳۸ درجه و ۳۴ دقیقه و ۵۳ ثانیه عرض شمالی قرار دارد. قرار دارد. قزل کرپی در جنوب شرق زنوز بر روی زنوز چای ساخته شده‌است.

## نام
در مورد علت نام‌گذاری ان به قزل کرپی نظرات مختلفی وجود دارد اما ۳ نظریه بیشتر مطرح است:
- ۱) اول اینکه قزل کرپی ارزش و اهمیت زیادی برای زنوزی‌ها داشت به همین دلیل به قزل کرپی معروف شد. بعبارت دیگر پدرانمان ارزشی معادل طلا برای این پل قائل شدند با توجه به اینکه قزل کرپی تنها راه ارتباطی دو طرف زنوزچای بود.
- ۲) دومین دلیل رنگ قزل کرپی است که رنگ ان بخصوص مواقعی که خورشید مستقیماً به ان میتابد بی شباهت به رنگ طلا نیست.
- ۳) سومین دلیل ان جنس ان است در بعضی موارد در زبان ترکی برای بناها و با مکان‌هایی که از خاک رس ساخته شده باشد از پیشوند (قزل) برای نام‌گذاری ان استفاده می‌شود. مثل (قزل دییرمان). یا مثال آشناتر (قزل دره:دره‌ای معروف در شرق زنوز)

معمار این پل شخصی بنام استاد حسین تبریزی بود. این پل شباهت زیادی به پل‌های معروف تبریز از جمله (قری کورپیسی) تبریز دارد و با توجه به تبریزی بودن معمار می‌توان حدس زد که این پل یک کپی برداری از پل‌های معروف تبریز باشد.
بعد از اینکه استاد حسین به دعوت اهالی برای ساختن پل وارد زنوز شد چندین روز را به گشت و گذار در سیل چایی پرداخت تا بهترین مکان را برای ساخت پل انتخاب کند. بعضی از ریش سفیدان که میخواستند در ساخت پل به استاد کمک کنند مکان‌هایی را برای ساخت پل به استاد پیشنهاد میکنند اما سرانجام استاد حسین مکان فعلی را برای ساخت پل انتخاب میکنند. به ۲ دلیل مکان انتخاب شده توسط معمار بهترین نقطه برای ساخت پل بود:
- ۱) وجود پی آذرین در محل ساخت پل. قزل کرپی روی پیی از جنس سنگ‌های اذرین ساخته شده‌است. اگر این پی از قبل وجود نداشت معمار می‌بایست با استفاده از تیرهای چوبی، قیر و سنگ پی پل را در بستر رودخانه میساخت.
- ۲) دلیل دوم انتخاب محل، وجود انحنا و خمیدگی در مسیر رودخانه در حدود ۵۰ متری بالای پل است. این خمیدگی در مسیر رودخانه از برخورد مستقیم اب و سنگهایی که با خود حمل می‌کند، به پل جلوگیری کرده و عمر پل را زیاد می‌کند به عبارت دیگر این خمیدگی مثل یک سرعت گیر عمل می‌کند.

پل با ملاط آهکی (ترکیب اهک و ماسه) روی بستری از سنگ‌های اذرین ساخته شده‌است. سطح اصلی پل از دو طرف به بیرون شیب دارد. این شیب اب‌های ناشی از بارندگی را به طرفین پل منتقل می‌کند. این کار پل را از آسیب‌های ناشی از نفوذ آب به طاق پل حفظ می‌کند. چنین بنظر می‌رسد که با توجه به ارتفاع بالای پل، معمار در استفاده از مصالح اسراف کرده‌است، اما شاید این بلندی ناشی از اینده نگری معمار مبنی بر طغیان زنوز چای در بعضی از فصول سال باشد.

این پل فاقد تزئیناتی مثل آجرکاری و کاشی کاری است. ۲ دلیل می‌توان برای آن گمان زد:
- ۱) اول اینکه در ان دوران برای پل‌های خارج از شهر هیچ تزئیناتی در نظر می‌گرفتند.
- ۲) دوم اینکه این پل با سرمایه محدود پدرامان ساخته شده‌است. معمار مجبور بود با با کمترین سرمایه پل را با بالاترین استحکام بسازد و در نتیجه معمار ترجیح داده بجای صرف هزینه برای تزئینات، از مصالح مرغوب در ساخت پل استفاده کند تا پل استحکام و عمر بیشتری داشته باشد که موفق به این کار هم شد. این پل سال‌هاست که مورد استفاده اهالی قرار میگیرد. دوام پل به حدی است که در زلزله‌های وحشتناک ۵٫۴ ریشتری سال ۸۷ و ۴٫۸ ریشتری سال ۸۴ در زنوز هیچ اسیبی به این پل وارد نشد که نشان دهنده مهارت بالای معمار است.

در اثر یک کار غیر کارشناسی شده در سال ۱۳۸۹ دیواره پل با سیمان مرمت شد که این کار به ارزش تاریخی این پل صدماتی زده و نمای نامطلوبی از پل را بروز می‌دهد.